# Upphittad film
Upphittad film, via engelskans found footage och härlett ur franskans objet trouvé, är en filmteknik som går ut på att använda tidigare existerande material för att skapa ett nytt verk. Uttrycket är främst förknippat med kollagefilmer, men används också rent allmänt om inklippt arkivmaterial, som bland annat används för att ge ett historiskt sammanhang eller för att förstärka trovärdigheten i spelfilmer. Tekniken har också använts för att skapa humoristiska effekter.
Tekniken växte fram under stumfilmstiden i en samverkan mellan flera olika miljöer, som 1910- och 1920-talens vetenskapliga dokumentärfilmer, framväxten av bildbyråer för film och i modernistiska kortfilmer av regissörer som Len Lye och Luis Buñuel. Upphittad film användes tidigt av reklambranschen och blev senare under 1900-talet vanlig i kommersiella musikvideor.